# Jiří Fixl
Jiří Fixl (* 18. dubna 1950 Praha) je český malíř, grafik a ilustrátor, syn výtvarníka a pedagoga Viktora Fixla, působil jako výtvarný redaktor nakladatelství Albatros a časopisu Mateřídouška. Dlouhodobě se věnuje zejména ilustraci časopisů a knih pro děti a mládež.

## Život
Syn výtvarníka a pedagoga Viktora Fixla (1914–1986). V letech 1965–1969 studoval na Střední uměleckoprůmyslové škole v Praze a následně mezi roky 1970–1976 studia na Vysoké škole uměleckoprůmyslové u profesorů Zdeňka Sklenáře, Evžena Weidlicha a Rostislava Vaňka. Praxe ve Studiu Jiřího Trnky.

## Dílo

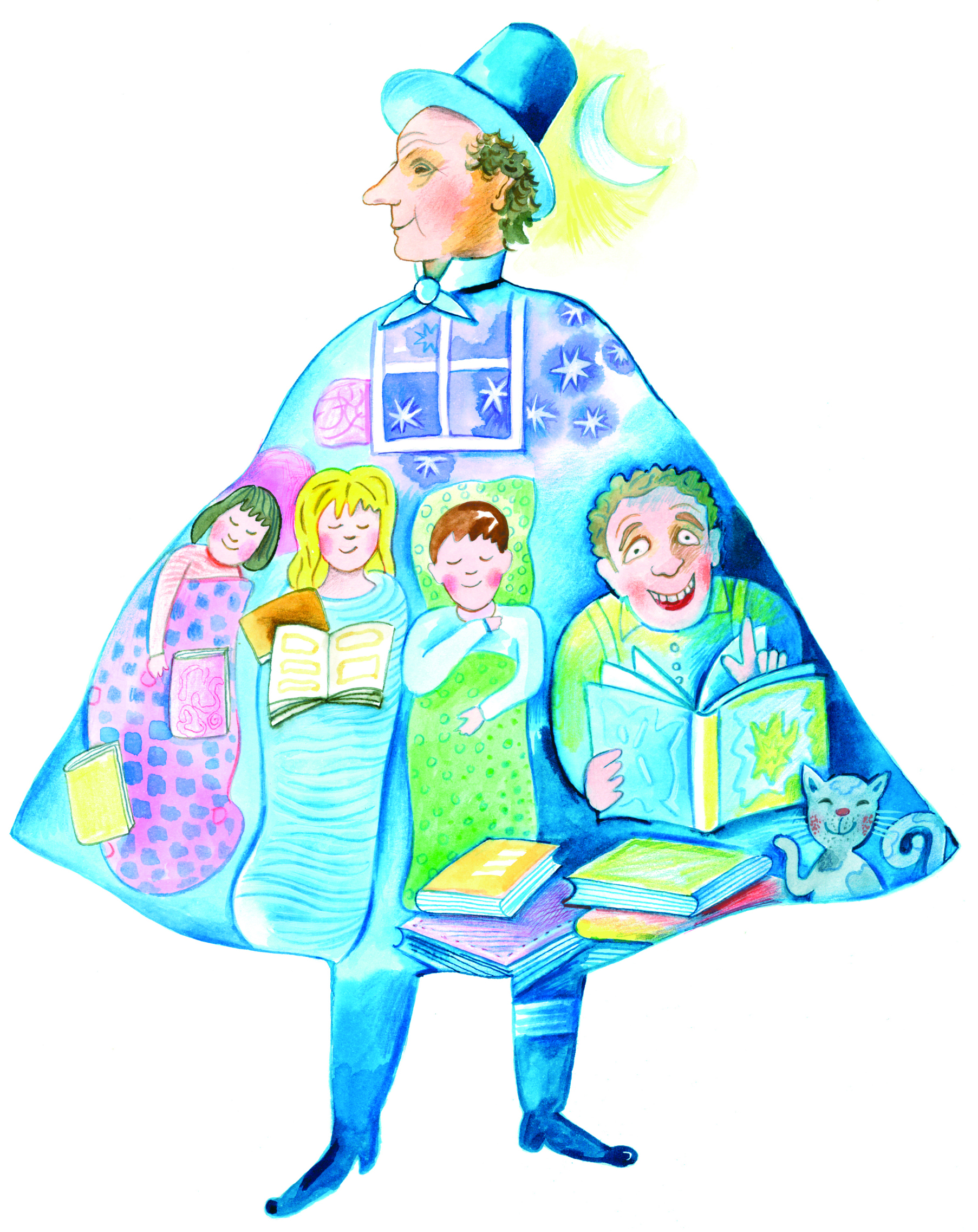
Noc s Andersenem

Malíř, grafik a ilustrátor, působil také jako výtvarný redaktor v nakladatelství Albatros a v časopise Mateřídouška. V sedmdesátých, osmdesátých a devadesátých letech intenzivní ilustrační spolupráce s dětskými časopisy. Realizace výtvarné výzdoby v architektuře – mateřská škola v Prachaticích a Jindřichově Hradci. Tvorba především v oblasti ilustrace knih pro děti a mládež. Celkem ilustroval asi sto třicet titulů od leporel, řady učebnic, beletrie, až po knihy pohádkové i naučné, včetně několika autorských. Od roku 2010 se ve Studiu efef věnuje produkci vlastních tiskovin a knih. Pořádá autorské besedy a výtvarné dílny pro knihovny a školy v Čechách a na Moravě a pravidelně se podílí na projektu Noc s Andersenem, pro který v roce 2010 namaloval podobiznu Hanse Christiana Andersena.

## Ilustrace (výběr)
Seznam jím ilustrovaných knih:

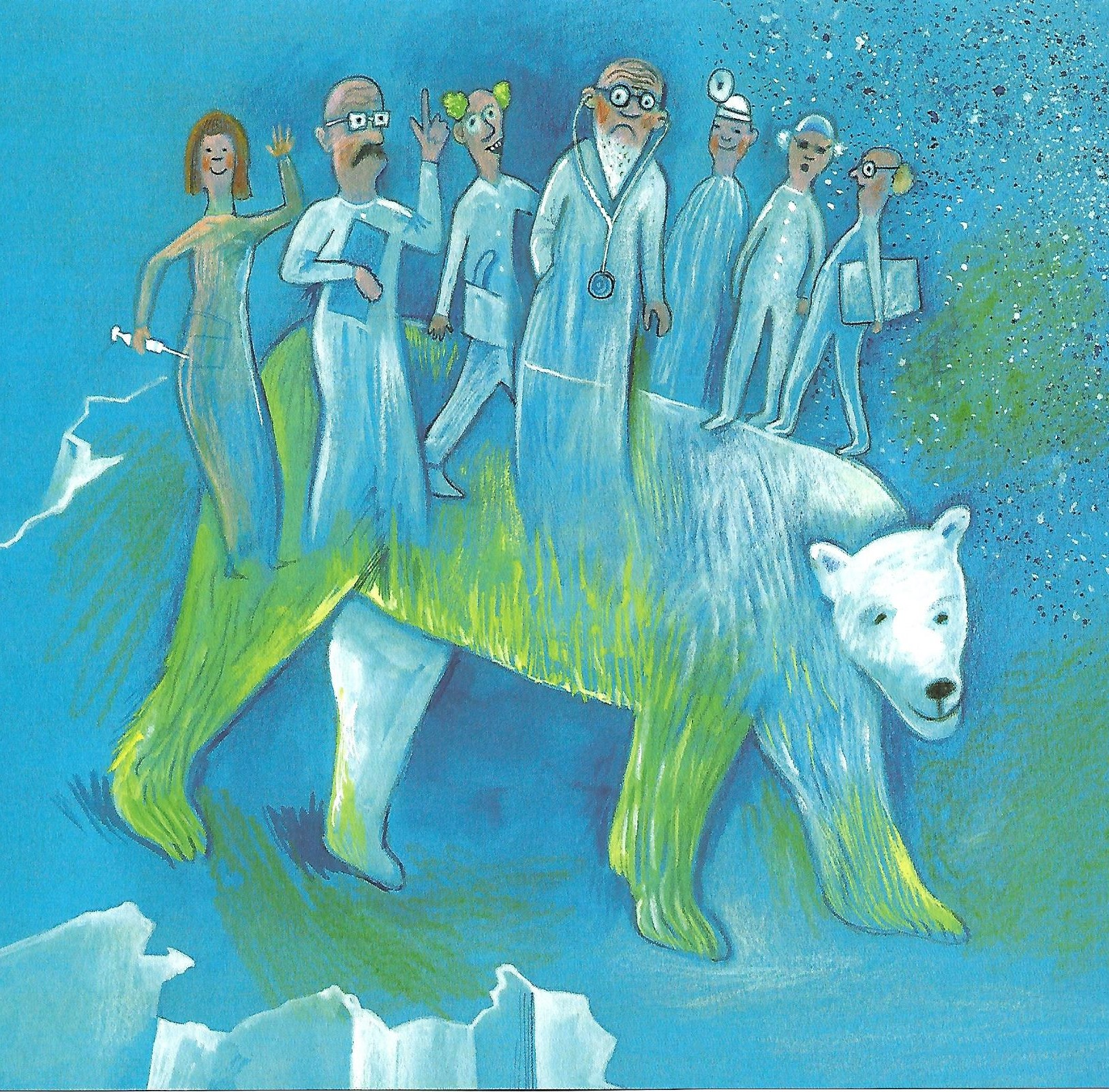
Medvídci ze všech koutů světa, 2015

- André Verdet: Ptáček Tyo a přehrada 1978

- Zbyněk Malinský: Ptáčkoviny 1981

- Hans Peterson: Malin na pustém ostrově 1982

- Natálka Demykina: Alenka a bílá volavka 1982
- Karel Poláček: Bylo nás pět 1984
- Kajetán Kovič: Medvědí škola 1986
- Jiří Slíva: Piky, piky na hlavu 1987
- Michaela Tvrdíková: Košík zlatých vajíček 1987
- Nikolaj Sladkov: Lesní pohádky 1989
- Martina Drijverová: Zvědavé sluníčko 1990

- Jiří Fixl: Betlém 1991

- Alena Ostrá: Všema čtyřma očima 1992

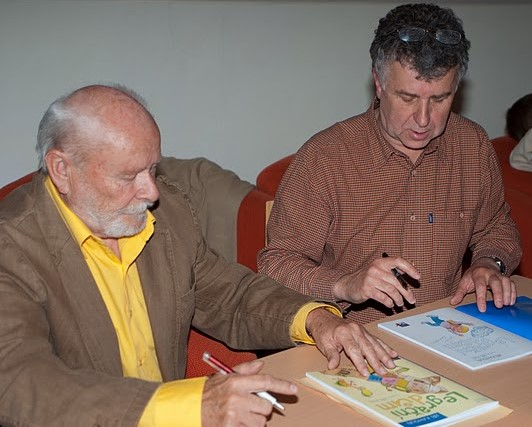
Se spisovatelem Jiřím Kahounem

- Josef Brukner: Čtení pro malé školáky 1995

- Miloš Kratochvíl: Potkal kočkodán kočkonora 2000

- Jiří Žáček: Encyklopedie pro žáčky 2002

- Jiří Kahoun: O mašinkách 2007

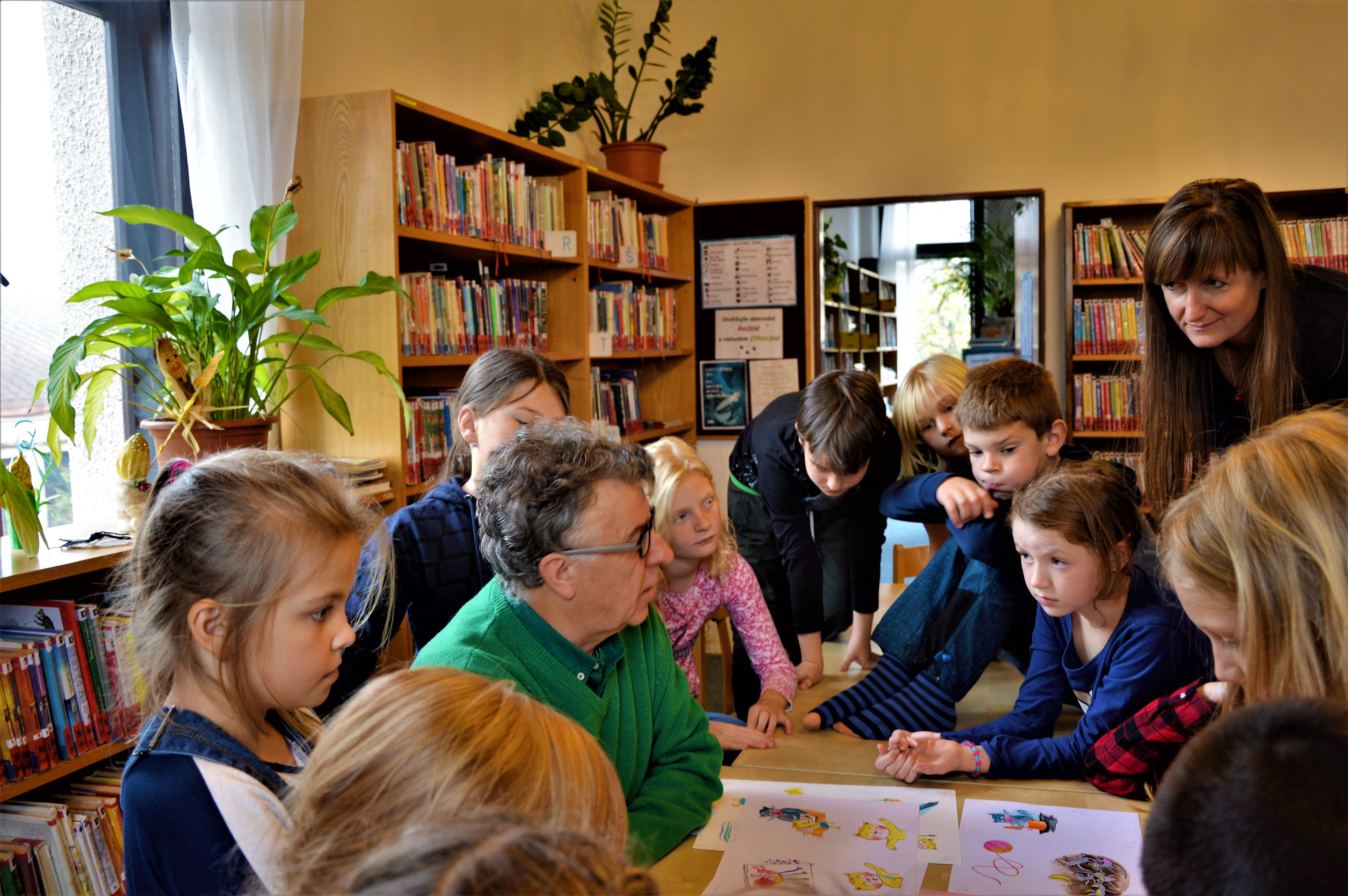
Beseda v turnovské knihovně

- Jiří Kahoun: Štěstíčko a kocouří dědeček, 2009
- Jiří Kahoun: Legrační dům, 2011
- Jiří Kahoun: Škola je samá legrace, 2011
- Jiří Fixl: Čteme řádky se zvířátky, 2012
- Lenka Rožnovská: Dědo ty jsi indián, 2013

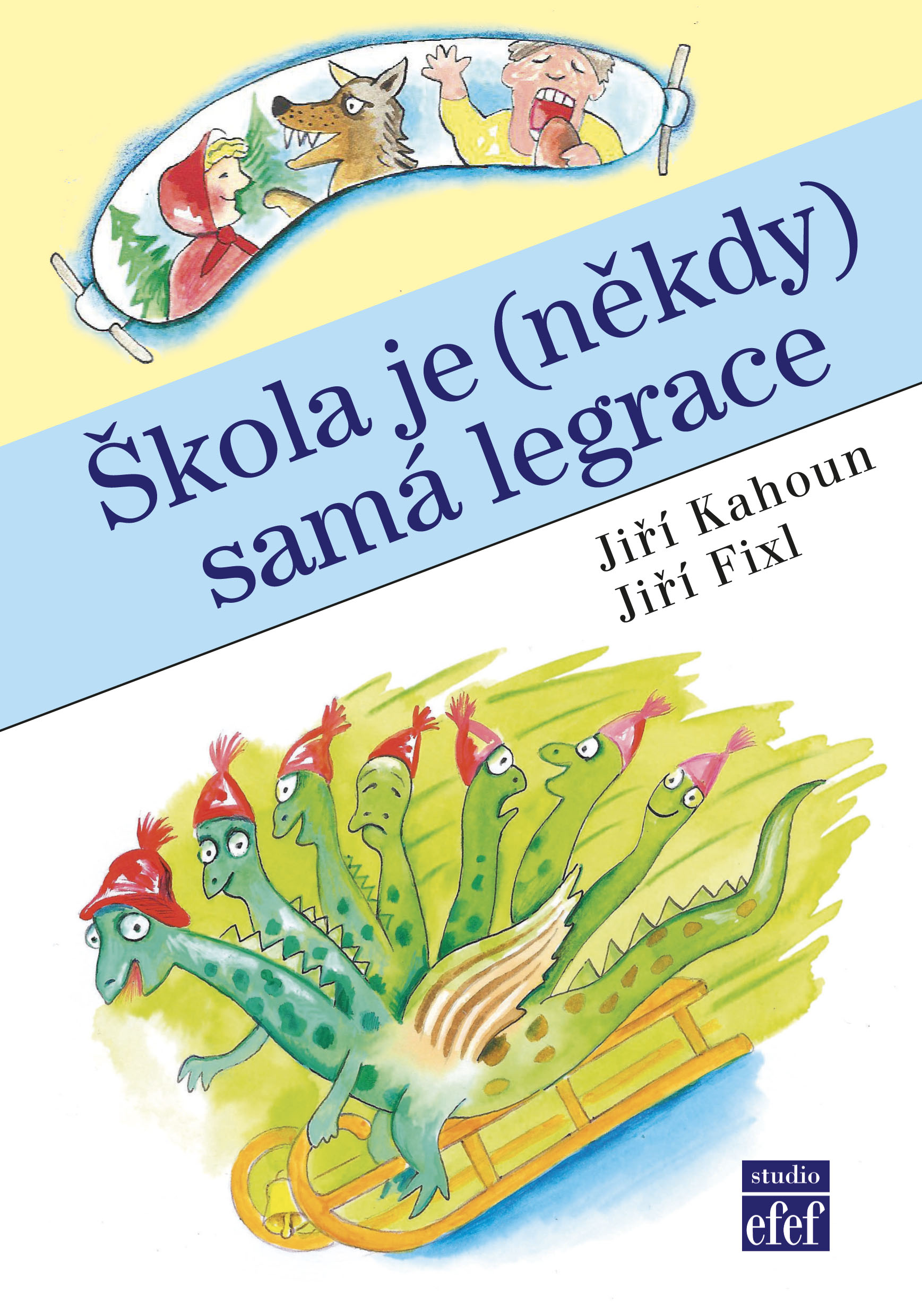

- Jiří Fixl: Všechno letí, milé děti, 2013
- Jiří Černý, Jana Jůzlová: Světoví Češi, 2015 (nominace Zlatá stuha 2016)[9]
- Lenka Rožnovská: Co zavinil Kolumbus, 2015
- Jiřina Háková, Jaroslav Hák: Medvídci ze všech koutů světa, 2015
- Jana Jůlzová, Jiří Fixl: Světoví Češi 2, 2016[10]
- Jana Jůzlová, Jiří Fixl: Čeští cestovatelé, 2018[11]
- Alena Peisertová, Jiří Fixl: Pohádkoví pohádkáři, 2018
- Jiří Kahoun, Jiří Fixl: Škola je (někdy) samá legrace, 2021

## Ocenění díla
- Nejkrásnější knihy Československa 1982, 1987
- Výroční cena Lidového nakladatelství 1982
- Čestné uznání nakladatelství Albatros 1989, 2000, 2002
- Zlatá stuha 2000[12]

## Samostatné výstavy
- Praha 1978, 1984, 2015

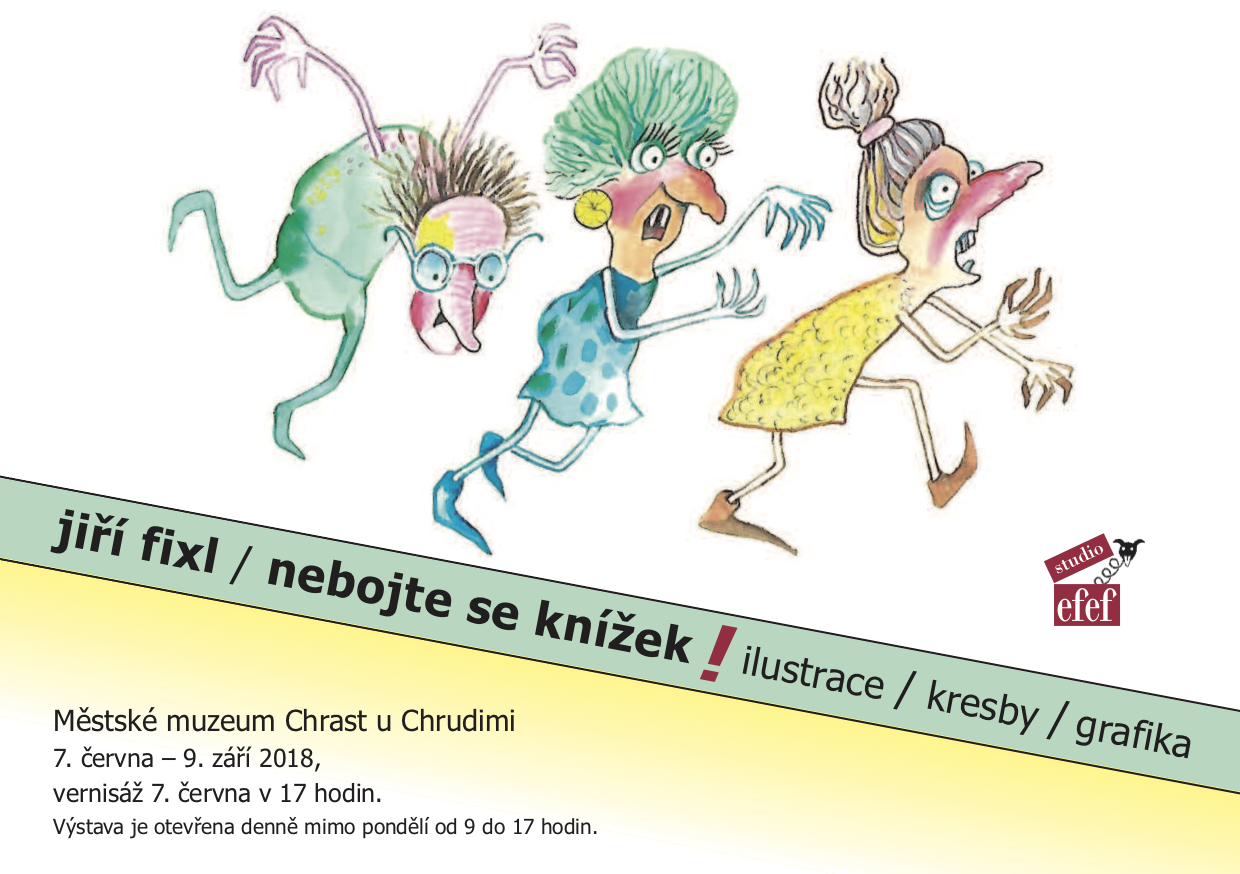
Pozvánka na výstavu Nebojte se knížek! (7. června - 9. září 2018, Chrast u Chrudimi)

- Pel-mel: výstava kreseb, ilustrací a grafiky Jiřího Fixla; Rodný dům Václava Šolce (Šolcův statek), Sobotka 1987
- Beroun 1982
- Hodonín 1994
- Moravský Krumlov 1999
- Týniště nad Orlicí 2003
- Liberec 2008
- Žďár nad Sázavou 2010
- Turnov 2015
- Pekelný Pel-mel: Ilustrace Jiřího Fixla; Galerie Rubikon Olomouc 2009
- Knížky na veselo: Jiří Fixl / knižní ilustrace; Galerie Atelier Kateřiny Dostálové Olomouc 2016
- Nebojte se knížek!; Městské muzeum Chrast u Chrudimi 2018
- Jiří Fixl / Ilustrace; Zámek Humprecht 2019

## Kolektivní výstavy /výběr/
- Bienále ilustrací Bratislava; 1983, 1991, 2001
- Premi Internacional Catalònia d'Il·lustració; Barcelona 1986, 1988, 1990
- 13. Bienále užité grafiky Brno 1988; Moravská galerie v Brně 1988
- Humor, dieťa, ilustrácia; Bratislava 1989
- Současná česká kniha; Mánes Praha 1990
- Současná ilustrace dětských knih; Praha 1997
- Současná česká ilustrační tvorba; Galerie výtvarného umění v Havlíčkově Brodě 1997, 2001, 2004
- To nejlepší z ilustrace; Krajská vědecká knihovna Liberec 2006
- 60 let na křídlech Albatrosu; Galerie Klementinum Praha 2010

#### Knihy
- František Holešovský: Glosy k vývoji české ilustrace pro děti, Albatros 1982,
- Blanka Stehlíková: Cesty české ilustrace v knize pro děti a mládež, Albatros 1987
- František Holešovský: Čeští ilustrátoři v současné knize pro děti a mládež, Albatros 1989
- Slovník českých a slovenských výtvarných umělců 1950 – 1998 (II. D – G), Výtvarné centrum Chagall 1998, ISBN 8086171027
- Současní čeští ilustrátoři knih pro děti a mládež, Ústav pro informace ve vzdělávání 2004, ISBN 8021104856
- Anděla Horová (ed.), Nová encyklopedie českého výtvarného umění – dodatky, Academia 2006, ISBN 8020012095

#### Časopisy a noviny
- Blanka Stehlíková: Rysy nové krásy, Zlatý máj 7/1979
- Blanka Stehlíková: Košíček zlatých vajíček, Zlatý máj 6/1988
- Miroslav Kudrna: Tři ilustrátoři a jejich svět, Zlatý máj 9/1990
- Naše téma – ilustrátoři a ilustrace knih pro děti, Zlatý máj 5/1993
- Eva Bártíková: Osm ilustrátorů v jedné galerii, Horácké noviny, 2008